# Arquidiócesis de Antsiranana
La arquidiócesis de Antsiranana (en latín: Archidioecesis Antsirananen(sis) y en francés: Archidiocèse d'Antsiranana) es una circunscripción eclesiástica latina de la Iglesia católica en Madagascar, sede metropolitana de la provincia eclesiástica de Antsiranana. La arquidiócesis tiene al arzobispo Benjamin Marc Ramaroson, C.M. como su ordinario desde el 27 de noviembre de 2013.

## Territorio y organización
La arquidiócesis tiene 37 924 km² y extiende su jurisdicción sobre los fieles católicos de rito latino residentes en la región de Sava y en la mayor parte de la región de Diana.
La sede de la arquidiócesis se encuentra en la ciudad de Antsiranana (llamada Diego Suárez hasta 1975), en donde se halla la Catedral de San Mateo.
En 2020 en la arquidiócesis existían 29 parroquias.
La arquidiócesis tiene como sufragáneas a las diócesis de: Ambanja, Mahajanga y Port-Bergé.

## Historia
El vicariato apostólico del norte de Madagascar fue erigido el 5 de julio de 1898 mediante el breve Universi fidelium del papa León XIII, tomando su territorio del anterior vicariato apostólico de Madagascar Septentrional, que a su vez tomó el nombre de vicariato apostólico de Madagascar Central (hoy arquidiócesis de Antananarivo). La nueva circunscripción eclesiástica, que comprendía todo el territorio al norte del grado 18 de latitud sur, fue encomendada a los misioneros de la Congregación del Espíritu Santo, conocidos como "misioneros espiritanos".
El 20 de mayo de 1913, en virtud del decreto Cum in generalibus de la Sagrada Congregación para la Propagación de la Fe, asumió el nombre de vicariato apostólico de Diego Suárez.
El 15 de marzo de 1923 cedió una parte de su territorio para la erección del vicariato apostólico de Majunga (hoy diócesis de Mahajanga) mediante el breve Ex hac excelsa del papa Pío XI.
El 2 de febrero de 1932 cedió una parte del territorio a la prefectura apostólica de las islas de Mayotte, Nosy Be y Comoras (hoy diócesis de Ambanja).
El 14 de septiembre de 1955 con la bula Dum tantis del papa Pío XII el vicariato apostólico fue elevado a diócesis, con el nombre de diócesis de Diégo Suárez, sufragánea de la arquidiócesis de Tananarive (hoy arquidiócesis de Antananarivo).
El 11 de diciembre de 1958 fue elevado al rango de arquidiócesis metropolitana mediante bula Qui benignissima del papa Juan XXIII.
El 21 de mayo de 1959 cedió otra porción de territorio para la erección de la diócesis de Ambatondrazaka mediante la bula Sublimis atque fecunda del papa Juan XXIII.
El 28 de octubre de 1989 tomó su nombre actual como consecuencia del decreto Apostolicis sub plumbo de la Congregación para la Evangelización de los Pueblos.
El 30 de octubre de 2000 cedió una porción adicional de territorio para la erección de la diócesis de Fenoarivo Atsinanana.

## Estadísticas
De acuerdo al Anuario Pontificio 2021 la arquidiócesis tenía a fines de 2020 un total de 823 000 fieles bautizados.
| Año                                                                             | Población            | Población | Población      | Sacerdotes | Sacerdotes    | Sacerdotes    | Bautizados por sacerdote | Diáconos permanentes | Religiosos | Religiosos | Parroquias |
| Año                                                                             | Bautizados católicos | Total     | % de católicos | Total      | Clero secular | Clero regular | Bautizados por sacerdote | Diáconos permanentes | Varones    | Mujeres    | Parroquias |
| ------------------------------------------------------------------------------- | -------------------- | --------- | -------------- | ---------- | ------------- | ------------- | ------------------------ | -------------------- | ---------- | ---------- | ---------- |
| 1949                                                                            | 36 948               | 541 334   | 6.8            | 48         | 7             | 41            | 769                      |                      | 41         | 64         |            |
| 1970                                                                            | 76 898               | 813 227   | 9.5            | 42         | 1             | 41            | 1830                     |                      | 64         | 87         | 3          |
| 1980                                                                            | 104 232              | 1 110 000 | 9.4            | 50         | 21            | 29            | 2084                     |                      | 49         | 94         | 20         |
| 1990                                                                            | 194 355              | 1 665 000 | 11.7           | 48         | 23            | 25            | 4049                     |                      | 68         | 111        | 21         |
| 1999                                                                            | 340 776              | 2 468 466 | 13.8           | 59         | 44            | 15            | 5775                     |                      | 52         | 148        | 22         |
| 2000                                                                            | 231 000              | 1 780 040 | 13.0           | 63         | 33            | 30            | 3666                     |                      | 65         | 144        | 16         |
| 2001                                                                            | 231 000              | 1 780 040 | 13.0           | 64         | 50            | 14            | 3609                     |                      | 42         | 185        | 16         |
| 2002                                                                            | 310 133              | 1 566 162 | 19.8           | 39         | 29            | 10            | 7952                     |                      | 42         | 116        | 17         |
| 2003                                                                            | 312 140              | 2 010 736 | 15.5           | 50         | 38            | 12            | 6242                     |                      | 35         | 117        | 17         |
| 2004                                                                            | 343 354              | 2 211 809 | 15.5           | 46         | 36            | 10            | 7464                     |                      | 40         | 119        | 17         |
| 2006                                                                            | 369 757              | 1 209 600 | 30.6           | 44         | 33            | 11            | 8403                     |                      | 44         | 150        | 23         |
| 2012                                                                            | 590 796              | 1 431 000 | 41.3           | 65         | 45            | 20            | 9089                     |                      | 42         | 139        | 25         |
| 2015                                                                            | 682 304              | 1 536 326 | 44.4           | 80         | 56            | 24            | 8528                     |                      | 58         | 163        | 28         |
| 2018                                                                            | 718 225              | 1 666 415 | 43.1           | 68         | 53            | 15            | 10 562                   |                      | 48         | 232        | 30         |
| 2020                                                                            | 823 000              | 2 005 300 | 41.0           | 72         | 57            | 15            | 11 431                   |                      | 46         | 229        | 29         |
| Fuente: Catholic-Hierarchy, que a su vez toma los datos del Anuario Pontificio. |                      |           |                |            |               |               |                          |                      |            |            |            |

### Vida consagrada
En el territorio diocesano desempeñan su labor carismática unos 42 religiosos (de los cuales 14 son sacerdotes) y 152 religiosas, pertenecientes uno de los siguientes institutos: Hermanas del Corazón Inmaculado de María de Diego Suárez, Hijas de la Caridad del Sagrado Corazón de Jesús, Congregación de los Hermanos Maristas, Benedictinas de Santa Batilda, Hermanas del Sagrado Corazón de Mormaison, Hijas de María y Hermanas de San Juan Bautista. Entre estos se destacan las Hermanas del Corazón Inmaculado de María de Diego Suárez, ya que son originarias de la diócesis. Estas fueron fundadas por el entonces vicario apostólico Edmond-Marie-Jean Wolff, en 1955.

## Episcopologio

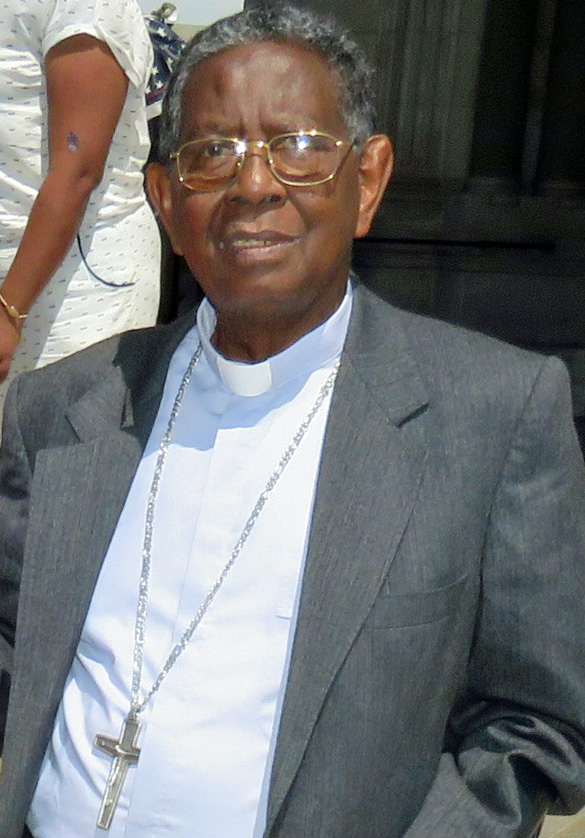
Michel Malo, misionero del Instituto del Prado, arzobispo emérito, ocupó la sede entre 1998 y 2013

- François-Xavier Corbet, C.S.Sp. † (5 de julio de 1898-25 de julio de 1914 falleció)
- Auguste Julien Pierre Fortineau, C.S.Sp. † (25 de julio de 1914 por sucesión-abril de 1946 renunció)
- Edmond-Marie-Jean Wolff, C.S.Sp. † (13 de febrero de 1947-13 de abril de 1967 renunció[14])
- Albert Joseph Tsiahoana † (13 de abril de 1967-14 de noviembre de 1998 renunció)
- Michel Malo, Ist. del Prado (28 de noviembre de 1998-27 de noviembre de 2013 retirado)
- Benjamin Marc Ramaroson, C.M., desde el 27 de noviembre de 2013